# П'янецца
П'янецца (італ. Pianezza, п'єм. Pianëssa) — муніципалітет в Італії, у регіоні П'ємонт,  метрополійне місто Турин.
П'янецца розташовані на відстані близько 540 км на північний захід від Рима, 13 км на захід від Турина.
Населення — 14 938 осіб (2014).
Щорічний фестиваль відбувається 12 вересня. Покровитель — Madonna della Stella.

## Демографія
Населення за роками:

Станом на 1 січня 2023 року в муніципалітеті офіційно проживали 503 іноземці з 53 країн, серед них 337 громадян країн Євросоюзу та 6 громадян України.

## Сусідні муніципалітети
- Альпіньяно
- Колленьо
- Друенто
- Риволі
- Сан-Джилліо
- Венарія-Реале